# Lipovac (Pakrac)
Lipovac is een plaats in de gemeente Pakrac in de Kroatische provincie Požega-Slavonië. De plaats telt 0 inwoners (2001).